# Lựu pháo M101
Lựu pháo 105 mm M101A1 (tên gọi trước đây là M2A1) là một loại pháo do Hoa Kỳ phát triển và sử dụng. Đây là khẩu lựu pháo trường hạng nhẹ tiêu chuẩn của Hoa Kỳ trong Thế chiến thứ hai và đã được thực chiến ở các chiến trường ở Châu Âu và Thái Bình Dương. Đi vào sản xuất từ năm 1941, nó nhanh chóng nổi tiếng về độ chính xác và uy lực mạnh. M101A1 bắn loại đạn bán cố định có chất nổ cao 105 mm và có tầm bắn 12.330 thước Anh (11.270 m), phù hợp để hỗ trợ bộ binh.
Do những ưu điểm như dễ vận chuyển,hoả lực mạnh,được sản xuất rộng rãi,có thể đáp ứng yêu cầu của nhiều loại nhiệm vụ nên M101 đã được nhiều nước sử dụng cho tới tận ngày nay.